# L'Algassa (Odèn)
L'Algassa és una masia situada al municipi d'Odèn, a la comarca catalana del Solsonès.